# Altaelva
Altaelva je řeka v severním Norsku, v kraji Finnmark. Je dlouhá 229 km. Povodí řeky je 8963 km².

## Průběh toku
Pramení v horské oblasti Finnmarksvidda, odkud teče na sever, kde se poblíž města Alta vlévá do Altafjordu na rozhraní Barentsova a Norského moře v Severním ledovém oceánu.

### Kaňon
Na svém středním toku protéká Altaelva jedním z největších kaňonů v Evropě. K jeho dolní části nacházející se přibližně 25 km jižně od Alty vede několik značených turistických tras.

### Přítoky
- Eibyelva
- Gargiaelva

## Vodní režim
Průměrný roční průtok vody činí 101 m³/s.

## Využití
Protéká městy Kautokeino a Alta.

### Lososi
Altaelva je známá jako nejlepší lososová řeka v Norsku. V roce 1979 se na řece začala stavět vodní elektrárna. Tato stavba vyvolala obavy místních obyvatel o zachování přítomnosti lososů v řece a stala se předmětem vleklého sporu za občanská práva Sámů. Následovaly dlouhé měsíce nenásilných protestů, na jejichž konci byl založen sámský parlament, který rozhoduje o jejich záležitostech. Elektrárna byla nakonec přesto postavena, ale na přítomnost lososů v řece nemá žádný vliv.

## Galerie

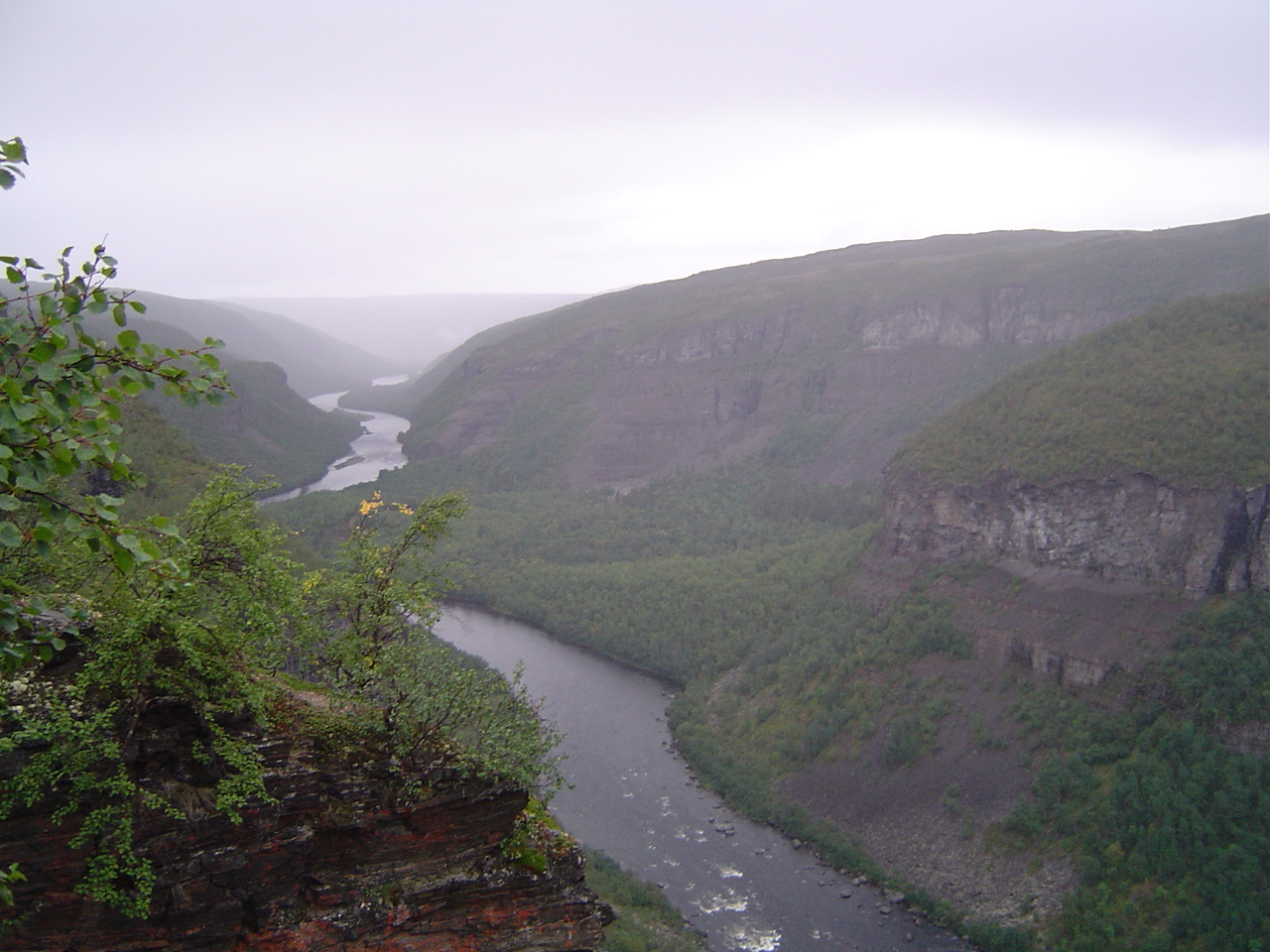
Altaelva vytékající z kaňonu